# Наймушина, Елена Аркадьевна
Еле́на Арка́дьевна Найму́шина (19 ноября 1964, Аскиз, Красноярский край — 14 марта 2017, Москва) — советская гимнастка, чемпионка летних Олимпийских игр в Москве (1980), заслуженный мастер спорта СССР.

## Спортивная карьера
Родилась в пгт. Аскиз Абазинского района Хакасской автономной области Красноярского края.

Елена Наймушина появилась на свет в вагоне поезда и с ближайшей станции вместе с мамой была отправлена в больницу. Девочка родилась с пороком сердца, но этот тяжёлый недуг удивительным образом вывел её на спортивный путь. Врач посоветовал маме водить Лену на гимнастику, забыв уточнить — лечебную. Можно считать это сказкой, но большой спорт излечил её маленькое сердце. В пятнадцать лет девочка из Красноярска открыла победное выступление сборной СССР на Олимпийских играх в Москве.

В спортивную гимнастику пришла шестилетней девочкой. Занималась спортивной гимнастикой в детской спортивной школе филиала Красноярского государственного университета. Уже спустя два года стала победительницей первенства Красноярского края. Выступала за спортивный клуб «Буревестник» (Красноярск), затем за клуб «Динамо». Тренировалась у Татьяны Тропниковой и Валентина Шевчука. 
Первой в истории отечественной спортивной гимнастики всего в 13 лет получила звание Мастера спорта Международного класса, минуя при этом звание Мастера спорта. А в 16 лет ей было присвоено звание Заслуженного Мастера спорта.
Первой в мире стала выполнять такие сложнейшие элементы, занесённые ныне в учебники, как фляки на бревне через одну и другую руку, переворот и сальто вперёд.
На летних Олимпийских играх в Москве (1980) в составе женской сборной Советского Союза открывала командные соревнования по спортивной гимнастике. Во время последнего вида — вольных упражнений за счёт качественного выполнения сложной программы (рандат, фляк, двойное сальто согнувшись) получила высокую оценку — 9,95 балла.
На этом спортивная карьера гимнастки завершилась.

## После завершения карьеры
Ещё до совершеннолетия у Наймушиной начались проблемы с алкоголем. Однако в 18 лет она на время сумела избавиться от пагубной привычки, вышла замуж за чемпиона мира по велоспорту Андриса Зелчи-Личмилиса, уехала к нему в Ригу и родила троих детей (Тома, Филиппа и Линду). В браке они прожили 15 лет, затем, после развода, дети остались с отцом, а Елена вернулась в Россию и работала тренером в детском саду в подмосковном Щёлково. Затем Елена Наймушина вышла замуж за мастера спорта по спортивной гимнастике Сергея Григорьева. Вместе пара осела в Туле. В 2011 году в Туле открылся Дворец Спорта, где Елена некоторое время была руководителем комплексной детской спортивной школы. Но снова недолго — из-за пристрастия к алкоголю бывшую чемпионку "попросили" с ее поста, и она начала давать частные уроки для юных гимнасток - стала заниматься развивающей гимнастикой с ребятишками из детских садов города Тулы.
В 1996 году заочно окончила Красноярский государственный педагогический институт.
К середине 2010-х окончательно перебралась обратно в Красноярск, где у неё была подаренная государством квартира.
Скончалась 14 марта 2017 года от инсульта. Похоронена 18 марта 2017 года на Бадалыкском кладбище Красноярска.

## Память
С 1995 в Красноярске ежегодно проводится Всероссийский и краевой "именной" турнир по спортивной гимнастике на призы (с 2017 - памяти) Олимпийской чемпионки Елены Наймушиной. 

## Спортивные достижения
Олимпийские игры
| Год  | Абсолютное | Командное | Опорный прыжок | Брусья | Бревно | Вольные упражнения |
| ---- | ---------- | --------- | -------------- | ------ | ------ | ------------------ |
| 1980 | 12 (кв.)   | 1         | 22             | 17     | 9      | 5 (кв.)            |

Серебряный призёр чемпионата мира в Форт-Уэрте (1979) в командном первенстве.
Обладатель Кубка мира по спортивной гимнастике в Торонто (1980) — бревно, серебряный призёр — вольные упражнения.
Чемпионка СССР 1980 (бревно), серебряный призёр 1980 (вольные упражнения), бронзовый призёр 1979 (вольные упражнения).
Серебряный призёр Кубка СССР 1979, бронзовый призёр 1980 (абсолютное первенство).
Любимым снарядом Наймушиной было бревно.

## Награды и звания
- Звание заслуженный мастер спорта СССР (1980).
- Медаль "За трудовое отличие" (1980)